# Hot Chips
Hot Chips — технологічна конференція, яка щорічно проводиться у серпні на території Стенфордського університету. Створена у 1989 році, вона підтримується Інститутом інженерів з електротехніки та електроніки (IEEE) і ACM SIGARCH. Найголовніший акцент конференція робить на мікропроцесори та інтегральні схеми. На Hot Chips виробники процесорів часто розголошують подробиці проектів, над якими вони працюють.